# Барсуки (Черноборский сельсовет)
Барсуки (бел. Барсукі) — упразднённый населённый пункт, бывшая деревня в составе Черноборского сельсовета Быховского района Могилёвской области Республики Беларусь.

## Географическое положение
Находится в 55 км от Могилёва, на берегу реки Друть.

## Население
- 2010 год — 0 человек

## История
Была основана в начале XX-го века выходцами из деревни Должанка Кличевского района Минской области как выселки. Первые поселенцы: Беляговы, Гончаровы, Ислевские, Макаевы, Сапруновы, Шутиковы. Прекратила существование в начале 2000-х годов, строения сгорели или были вывезены.